# Шторт

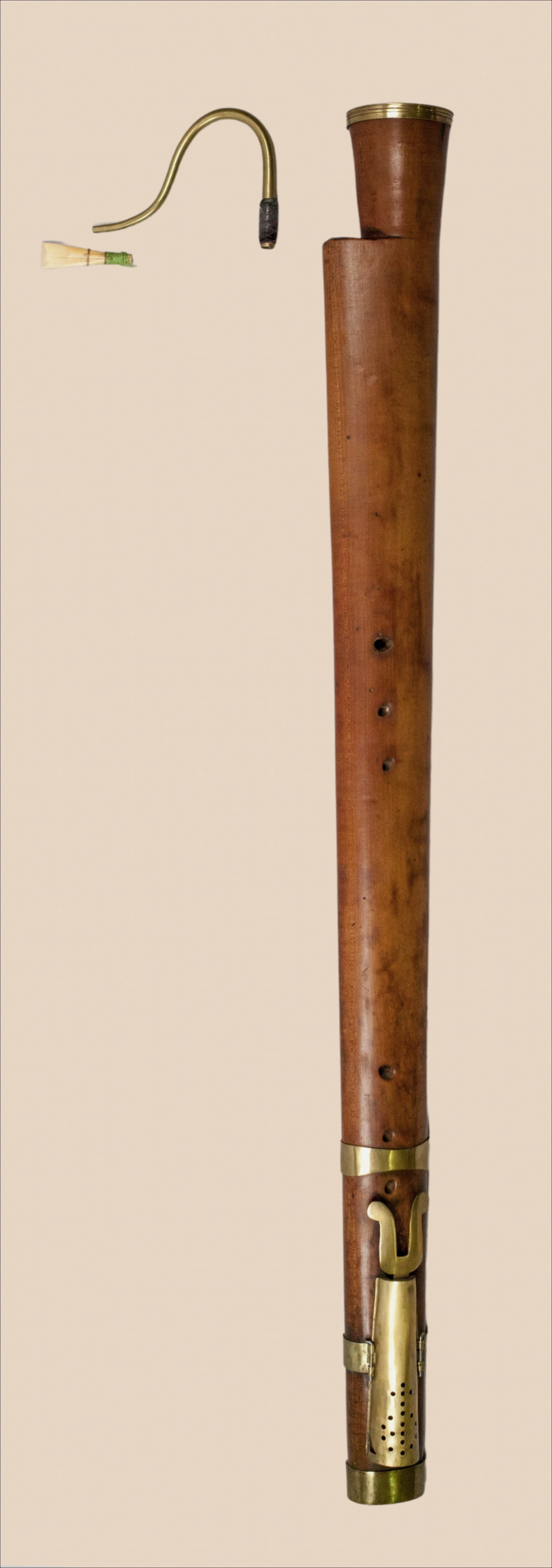
Шторт, 1700 р., Музей музики Барселони

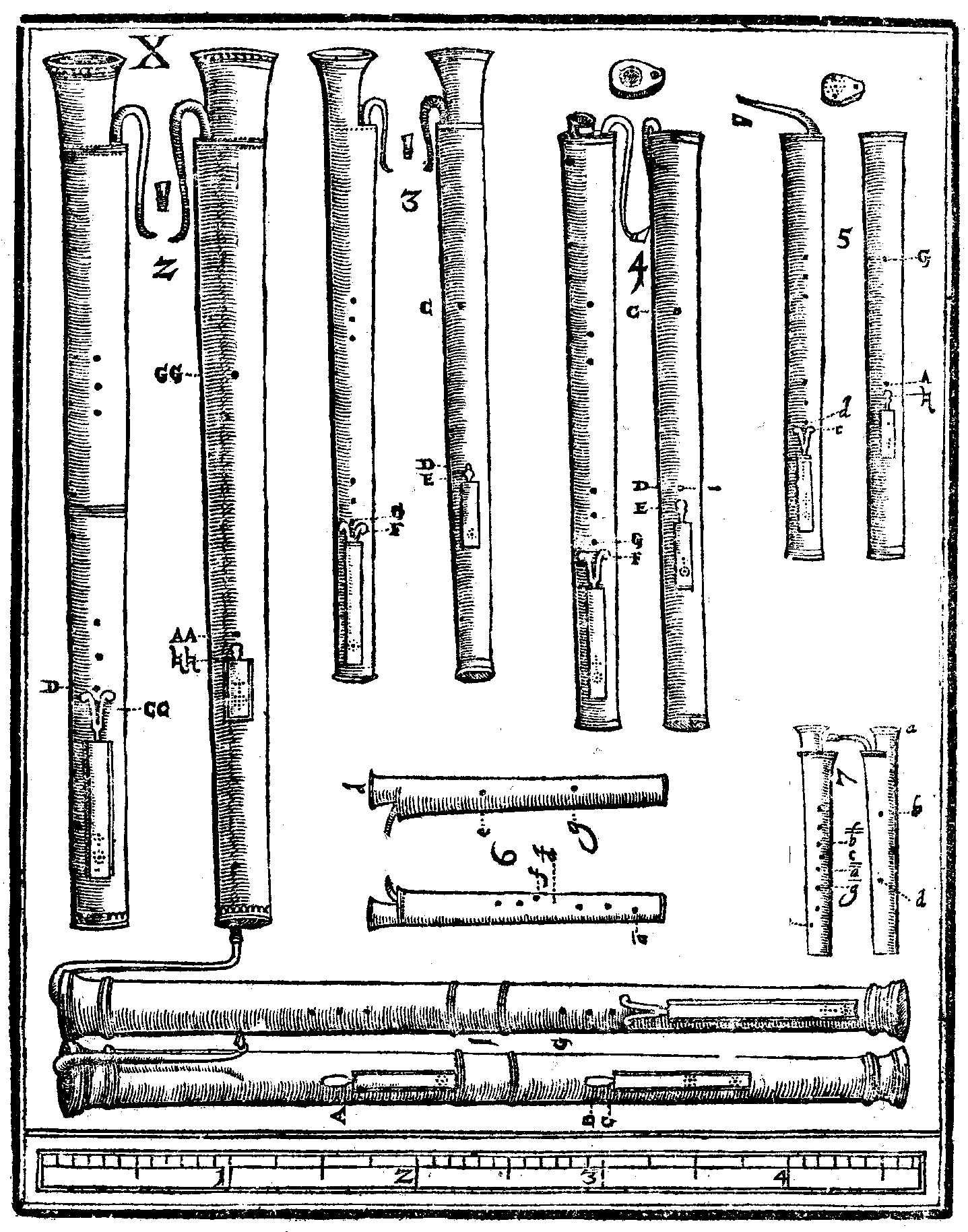
Шторти в "Theatrum Instrumentorum" (Міхаель Преторіус, 1620)

Шторт або дульціан (англ. curtal, нім. Dulzian, фр. douçaine, нід. dulciaan, італ. dulciana, ісп. bajón, порт. baixão) — дерев’яний духовий музичний інструмент з подвійною тростиною та конічним вигином всередині корпусу. Був поширений у період приблизно з 1550 до 1700 року як попередник сучасного фагота. Використовувався у світській та церковній музиці в Північній, Західній Європі та колоніях Нового Світу. 

## Конструкція
Інструмент виготовляли з цільного шматка кленової деревини. Усередині свердлили канали, після чого корпус обробляли ззовні. Тростину вставляли в металевий бочок, що приєднувався до вузького отвору. Шторт мав розтруб, який міг бути цільним або знімним, інколи з глушником. Деякі інструменти обшивали шкірою.
Існували різні розміри штортів: басовий (у фа), теноровий (у до), альтовий (у фа або соль), сопрановий (у до), а також квартовий бас (у до) та контрабас (у фа). Діапазон охоплював близько двох з половиною октав.

## Використання
Шторт застосовувався в ансамблях на вулицях, у камерній та хоровій музиці. Брав участь у виконанні творів Дж. Габрієлі, Г. Шютца та Даріо Кастелло.

## Еволюція
Тростина в шторта повністю відкрита, що дозволяє виконавцю контролювати звук і інтонацію за допомогою амбушура. На час появи шторта інші інструменти з подвійною тростиною або мали повністю закриту тростину (як крумгорн або волинка), або частково захищену піруеттою (як шоломія). Існують теорії, що шторт витіснив басову шоломію через компактніший розмір, але також є думки, що обидва інструменти з’явилися приблизно одночасно й співіснували.
Шторт набув широкого поширення до середини XVI століття. У Брюсселі зберігається набір інструментів різних розмірів з маркуванням "Melchor", імовірно іспанського виробника. Іншим відомим зразком є пізніший інструмент із Лінца, обтягнутий шкірою та з вбудованим глушником. Найпізніший широко відтворюваний приклад — інструмент роботи Деннера (бл. 1700), також із вбудованим глушником. Сучасні копії інструмента з Лінца мають м’якше звучання та краще беруть високі ноти, що ще більше характерно для копій інструмента Деннєра.

## Шторт в українській традиції
На українських землях шторт був відомий у XVII столітті. За словами Гната Хоткевича, в словнику Памва Беринди "шторт" згадується поруч iз "дудиком", а в словнику Житецького "шторт" тлумачиться як "прегудниця", а штортист — як "прегудник". У польських джерелах вказується, що для гри на ньому добирали людей iз міцними легенями. Гравці на шторті називалися ''штортистами''.
У перекладах псалмів наводиться приклад:
Sztorty, regały
Pełny głos chwaty
Niosą monarchy
Najwyższego
(укр. переклад: "Шторти, орґани повним голосом розносять славу монарха найвищого").

У хроніці згадується, що при похованні князя Голіцина серед музикантів були й "штыртисты въ зеленомъ мундиру". У 1653 році в Краківці зафіксовано наявність штортиста у складі костельної капели. У XVII столітті в Кракові діяла фабрика штортів Томаша Хьорі.

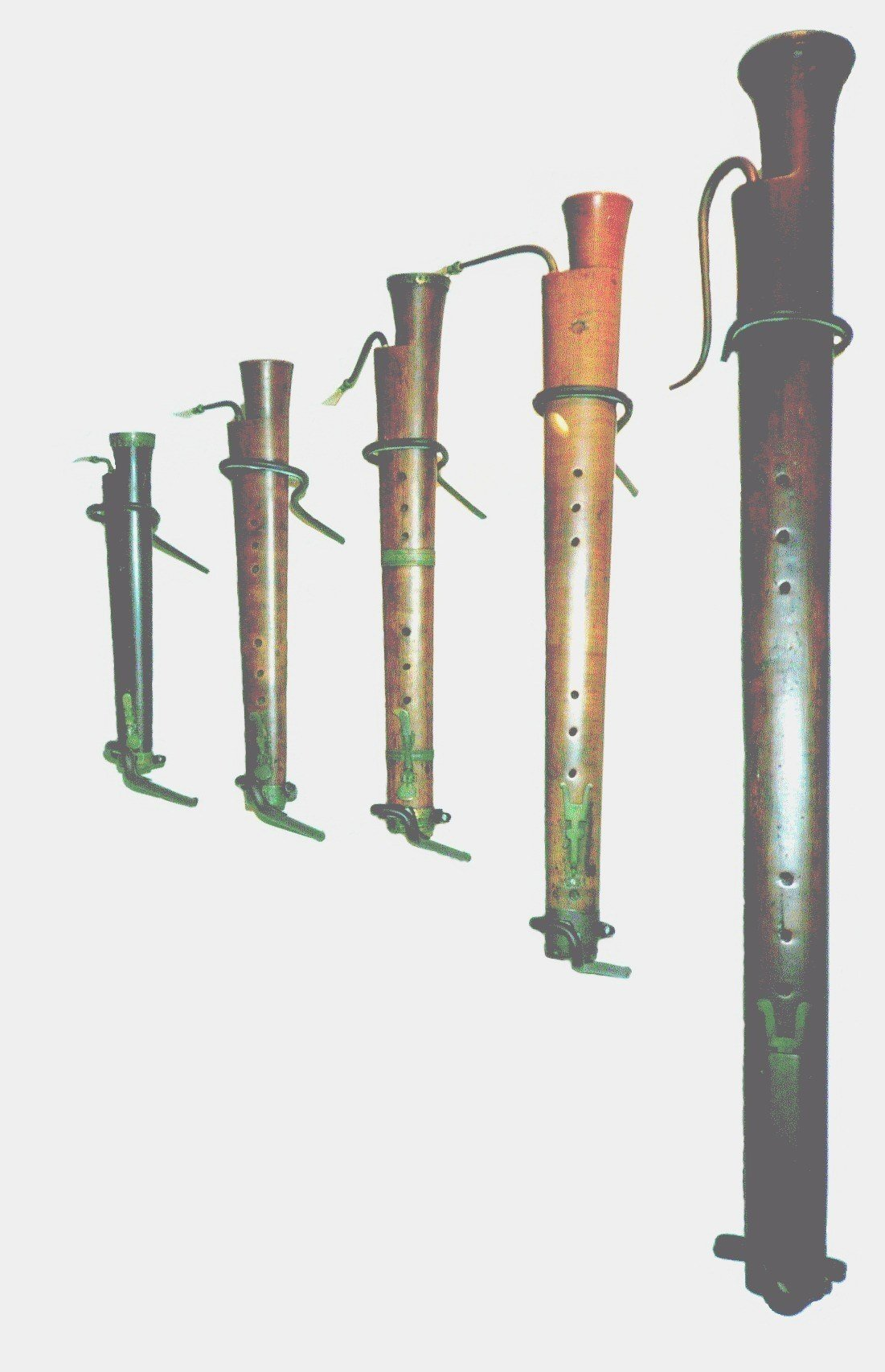
Сопрано, альт в соль, альт у фа, тенорні та басові шторти з брюссельської колекції

## Функції та репертуар
Шторт — універсальний інструмент, достатньо гучний для гри на вулиці, досить тихий для камерної музики та досить виразний для виконання з хором. Його використовували для танцювальної музики в міських оркестрах разом із шоломіями та бароковими тромбонами, у камерній музиці та у грандіозних багатохорових творах з Венеції й Німеччини — зокрема у композиціях Джованні Габріелі та Генріха Шютца. Окремі партії дульціана зустрічаються в сонатах Даріо Кастелло.

## Зовнішні посилання
- Домашня сторінка Dulcian Чудовий сайт Ганса Монса
- Куртал, Дульсіан, Бахон – Історія попередника фагота, вичерпна книга Меггі Кілбі
- IDRS, багато корисних статей